# Iglesia Metodista Episcopal, Sur (Daphne)
La Iglesia Metodista Episcopal, Sur (Iglesia Metodista Old Daphne) es una iglesia histórica ubicada en el 1608 de Old County Road en Daphne, Alabama. El edificio religioso pertenece a la Iglesia Metodista Episcopal, Sur, que es un desprendimiento de la Iglesia Metodista Episcopal. Fue construido en 1858 en estilo neogriego. El edificio fue agregado al Registro Nacional de Lugares Históricos en 1980.